# Шуя (Карелия)

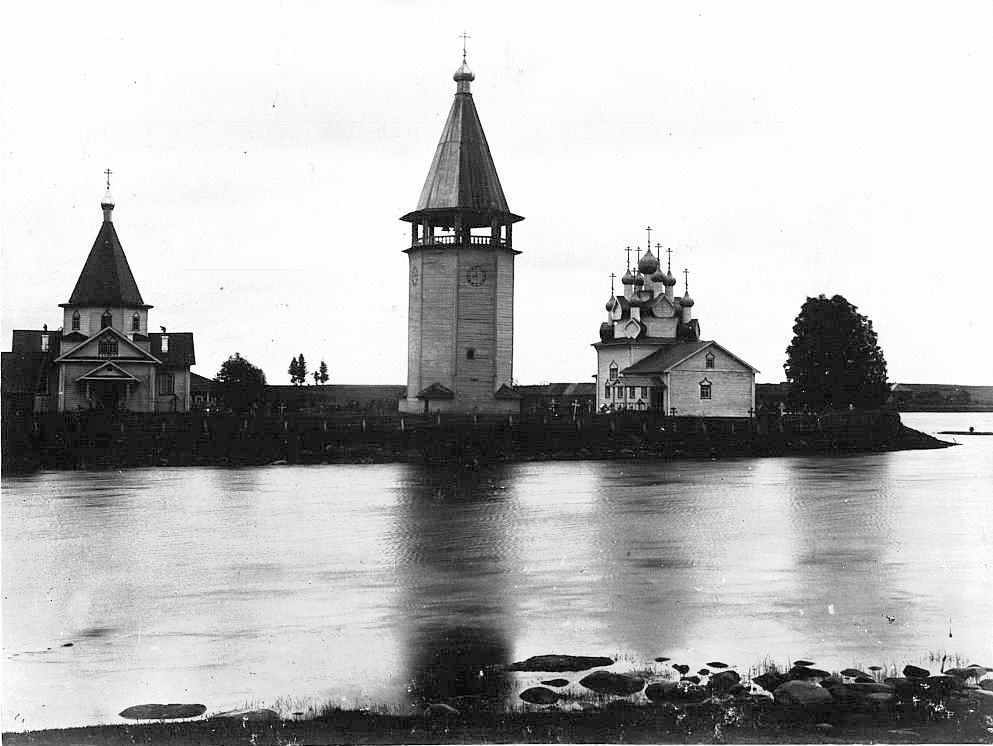
Утраченные храмы Шуйского погоста

Шу́я (карел. Šuoju) — посёлок в Прионежском районе Республики Карелия, административный центр Шуйского сельского поселения.

## Общие сведения
Находится на берегу реки Шуи, на автотрассе М18 (E 105).

## История
Впервые упоминается в писцовых книгах Обонежской пятины в 1496 году как административный центр Никольского Шуйского погоста в составе Заонежских погостов.
В XV—XVI веках в погосте действовали две церкви: во имя Иоанна Предтечи и Николая Чудотворца с приделом во имя Рождества Богородицы. Церкви перестраивались в XVIII—XIX веках из-за пожаров и ветхости. Церкви и колокольня были утрачены в сентябре 1941 года в результате боевых действий Советско-финской войны (1941—1944).
Кроме того, в Лембачёве была часовня во имя Скорбящей Божией Матери, в Пустыне — часовня во имя Александра Свирского, в Плаксине — часовня во имя свмч Анастасии, в Коловострове — часовня во имя Введения во храм Пресвятой Богородицы.
В настоящее время действует храм во имя Рождества Иоанна Предтечи.
В 1890 году был возведён первый мост через Шую, соединивший Погост и Лембачёво
В 1920-х годах Шуя была связана с городом Петрозаводском водным пассажирским сообщением, ходил пароход «Кудома».
В 1947—1963 годах посёлок входил в состав Петрозаводска. С 1956 по 1991 год имел статус посёлка городского типа.
В 1977—1991 годах в посёлке действовал рыбоводный завод, который специализировался на искусственном воспроизводстве озёрного лосося, сиговых, сёмги и палии.

## Памятники истории
Братская могила 35 советских воинов Карельского фронта, погибших в годы Великой Отечественной войны. В 1966 году на могиле был установлен гранитный обелиск.

## Население
| 1959  | 1970  | 1979  | 1989  | 2002  | 2009  | 2010  |
| ----- | ----- | ----- | ----- | ----- | ----- | ----- |
| 3301  | ↗4183 | ↗4601 | ↘3594 | ↘3349 | ↗3379 | ↘3139 |
| 2013  |       |       |       |       |       |       |
| ↗3290 |       |       |       |       |       |       |

## Предприятия
- Агрофирма имени В. М. Зайцева (до 1992 г. — совхоз имени В. М. Зайцева).
- МУ Шуйский центр культуры
- Шуйская средняя школа № 1
- Детская музыкальная школа пос. Шуя
- Магазин «Магнит»

## Интересные факты
Крестьянин деревни Лембачево Пётр Андреевич Устинов, герой Первой мировой войны, рядовой, был награждён военным орденом Святого Георгия 4-й степени.
Жителем посёлка Шуя при разборке старой печной кладки был обнаружен железный меч рейнского типа, двулезвийный, с прямой крестовиной.